# Seleção Portuguesa de Hóquei no Gelo
A Equipa Portuguesa de Hockey no Gelo é a equipa nacional de hóquei no gelo de Portugal. Entre 1999 e 2017, a seleção era controlada pela Federação Portuguesa de Desportos no Gelo. Em Setembro de 2017, passou a jogar sobre a égide da Federação de Desportos de Inverno de Portugal, a qual é um membro associado da Federação Internacional de Hockey no Gelo (IIHF). De momento, a seleção nacional não compete ativamente nos campeonatos mundiais da Federação Internacional de Hockey no Gelo  IIHF World Championship devido a inexistência de uma pista de gelo, com as medidas oficiais, permanente, para a prática da modalidade. Porém nos últimos anos, tem realizado múltiplos torneios e jogos amigáveis para a divulgação da modalidade na esperança da construção de uma pista de gelo permanente em território nacional.

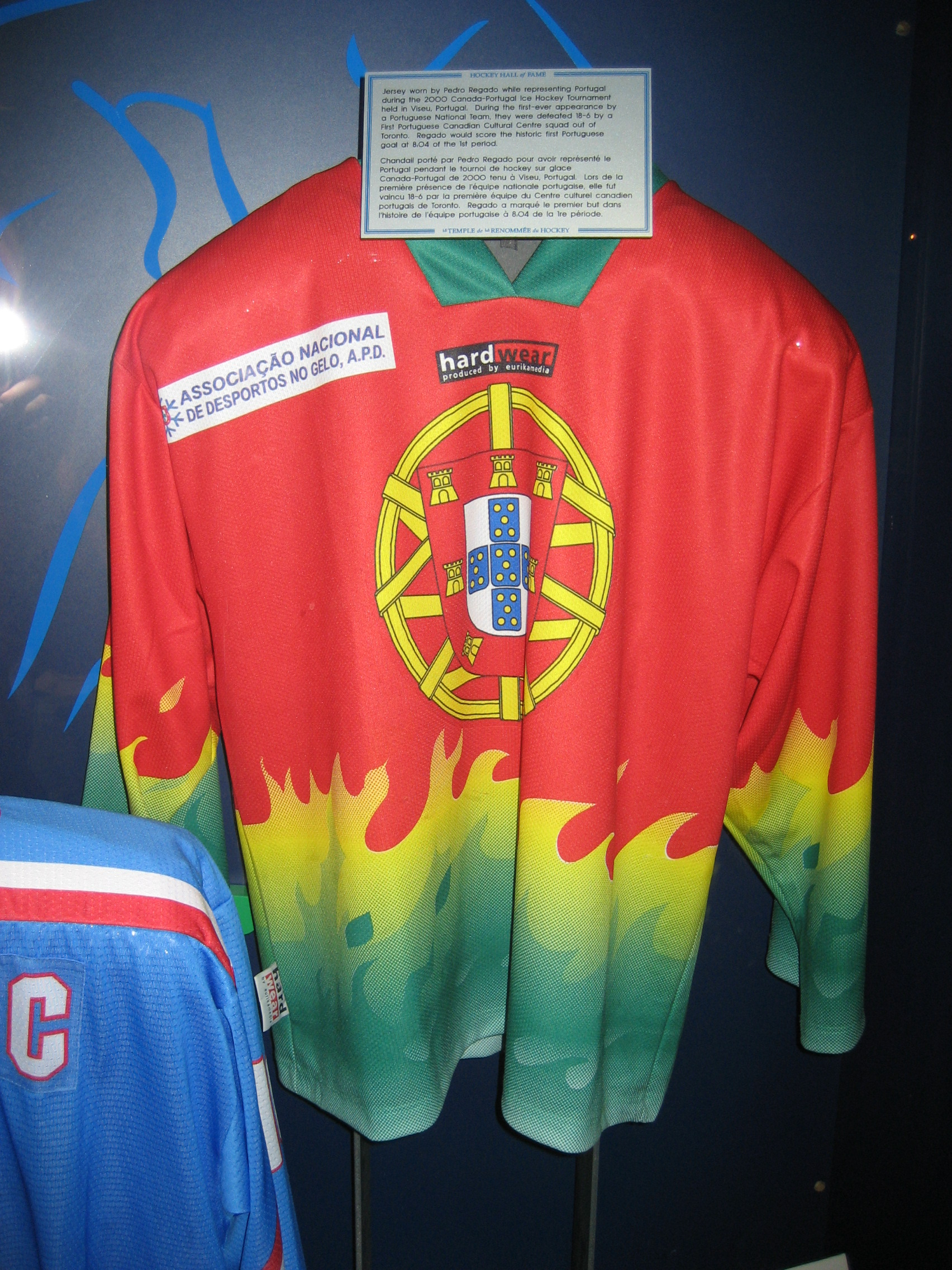
Camisola da Seleção Nacional de Portugal, Hockey Hall-of-Fame, Toronto, Canadá,

## História

### 2000
O hóquei no gelo foi praticado de 1999 até 2006, no centro comercial, Palácio do Gelo, em Viseu. Desde 2010 que os jogos, em território nacional, têm sido realizados num ringue temporário instalado no arena Rondão de Almeida, na municipalidade de Elvas.
Em 2000, a seleção jogou três jogos, os unicos jogos jogados oficialmente até essa data. A equipa foi formada por antigos emigrantes portugueses que jogavam nos Estados Unidos da América, Canadá e jogadores de hoquei em patins tradicional. O evento consistiu em três jogos entre a recentemente criada seleção portuguesa e a First Portuguese Canadian Cultural Center (FPCCC) de Toronto, Ontario, a representar Canada. Os jogos realizaram-se entre os dias 21 e 23 de Junho de 2000 no Palácio do Gelo em Viseu.
O torneio foi organizado pela Federação Portuguesa de Desportos No Gelo e a Embaixada do Canadá em Portugal nomeadamente pelo seu embaixador, Robert Vanderloo. O evento foi patrocionado por Banco Comercial Português e Nortel.
A FPCCC ganhou o primeiro jogo 18–6 e o segundo por 21–5. Pedro Regado foi o primeiro jogador a marcar um golo quando marcou aos 8:04 do primeiro periodo. No terceiro e ultimo jogo foi decidido misturar as equipas, juntando os descendentes portugueses da equipa FPCCC com a equipa Portuguesa. No final do jogo, o resultado foi um renhido 15-11 para a equipa FPCCC.

### 2015-Presente
Em Janeiro de 2015, Portugal voltou para jogar dois jogos, contra os Leões Checos em Elvas. Portugal ganhou o seu primeiro jogo 6-4 e no dia a seguir 6-2. Estes jogos foram patrocionados pelo embaixador da Embaixada da Republica Checa em Portugal, Stanislav Kázecký.
Em Janeiro 14, 2016. Portugal jogou quatro jogos em Praga, Republica Checa. Portugal perdeu 0-3 e 0-1 contra o Cesti Ivi, 0-4 e um empate 1-1 com o Skelepovsti Srsani. Dois dias depois a equipa portuguesa ganhou o seu primeiro jogo fora de casa com uma vitória 4-3 contra o Cesti Ivi.
Nos dias 14 e 15 de Janeiro, Portugal organizou um torneio com quatro equipas em Elvas, Portugal. Esta foi a maior competição do hóquei no gelo, até hoje realizada no pais. Foram convidados duas equipas da Republica Checa, os Cesti Ivi, Sklepovsti Srsani e uma equipa da segunda divisão francesa os Evry-Viry Jets. Mesmo que Portugal não tenha sido conseguido vencer o torneio , este evento demonstrou a capacidade da comunidade de hockey no gelo em Portugal de organizar um torneio internacional.
No dia 14 de Abril de 2017 e na sequência da preparação da equipa para o torneio internacional de Granada, Portugal realizou um jogo de preparação em patins de linha, na Sertã. O resultado foi de 4-3 em favor da seleção nacional.
Portugal participou no torneio Internacional de Granada, nos das 22 e 23 de Abril, 2017, com equipas da Noruega, Finlândia e Espanha. Num dos jogos, equipa nacional ganhou 6-0 contra os Granadas Eagles e demonstrou, ao longo do torneio, um bom nível exibicional.
No dia 29 de Setembro de 2017, Portugal realizou o seu primeiro encontro oficial entre seleções nacionais. Este dia foi também histórico com a vitória da equipa por 3-2 contra a seleção de Andorra. Durante o torneio, Portugal também jogou contra a Irlanda e Marrocos, sendo que no jogo de atribuição da medalha de bronze, a seleção voltou a ganhar a Andorra por 5-3.

## Equipa actual
| Guarda-Redes              | Nº | Altura              | Peso           | Data e lugar de nascimento        |
| ------------------------- | -- | ------------------- | -------------- | --------------------------------- |
| Luis de Almeida Johansson | 34 | 1,77 m (5 ft 10 in) | 75 kg (165 lb) | 30 de maio de 1982 (43 anos)      |
| Maxim Andreyev            | 20 | 1,82 m (6 ft 0 in)  | 87 kg (192 lb) | 27 de fevereiro de 1989 (36 anos) |
| Ivan Silva                | 30 | 1,88 m (6 ft 2 in)  | 73 kg (161 lb) | 24 de abril de 1997 (28 anos)     |
| Adolfo Martins            | 33 | 1,77 m (5 ft 10 in) | 74 kg (163 lb) | 30 de março de 1970 (55 anos)     |

| Defesas                | Nº | Altura              | Peso           | Data e lugar de nascimento         |
| ---------------------- | -- | ------------------- | -------------- | ---------------------------------- |
| Maurício Xavier        | 09 | 1,75 m (5 ft 9 in)  | 99 kg (218 lb) | 17 de janeiro de 1966 (59 anos)    |
| Nelson Rodrigues       | 42 | 1,85 m (6 ft 1 in)  | 95 kg (209 lb) | 13 de novembro de 1972 (52 anos)   |
| Carlos Moutinho        | 30 | 1,72 m (5 ft 8 in)  | 72 kg (159 lb) | 24 de outubro de 1968 (56 anos)    |
| Francisco Flor         | 77 | 1,72 m (5 ft 8 in)  | 77 kg (170 lb) | 1 de agosto de 1978 (47 anos)      |
| Bruno Tiago            | 18 | 1,84 m (6 ft 0 in)  | 84 kg (185 lb) | 10 de novembro de 1993 (31 anos)   |
| Tiago Silva            | 55 | 1,74 m (5 ft 9 in)  | 80 kg (180 lb) | 21 de janeiro de 1978 (47 anos)    |
| Tiago Loureiro Pereira | 25 | 1,77 m (5 ft 10 in) | 70 kg (150 lb) | 6 de março de 1983 (42 anos)       |
| Filipe Paulo           | 08 | 1,82 m (6 ft 0 in)  | 70 kg (150 lb) | 8 de janeiro de 1982 (43 anos)     |
| Frederico Morais       | 87 | 1,73 m (5 ft 8 in)  | 68 kg (150 lb) | 25 de janeiro de 1993 (32 anos)    |
| Sylvain Rodrigues      | 81 | 1,71 m (5 ft 7 in)  | 81 kg (179 lb) | 15 de agosto de 1987 (38 anos)     |
| Yuri El-Zein           | 71 | 1,82 m (6 ft 0 in)  | 92 kg (203 lb) | 4 de junho de 1999 (26 anos)       |
| Jeshon Assunção        | 93 | 1,75 m (5 ft 9 in)  | 75 kg (165 lb) | 12 de abril de 1993 (32 anos) /    |
| Diogo Rochat           | 03 | 1,83 m (6 ft 0 in)  | 74 kg (163 lb) | 17 de setembro de 1997 (27 anos) / |

| Avançados               | Nº | Altura              | Peso            | Data e lugar de nascimento          |
| ----------------------- | -- | ------------------- | --------------- | ----------------------------------- |
| Eliseu Almeida          | 33 | 1,70 m (5 ft 7 in)  | 68 kg (150 lb)  | 16 de junho de 1967 (58 anos)       |
| Kevin Hortinha          | 07 | 1,62 m (5 ft 4 in)  | 82 kg (181 lb)  | 4 de outubro de 1978 (46 anos)      |
| Diogo Xavier            | 10 | 1,75 m (5 ft 9 in)  | 70 kg (150 lb)  | 7 de junho de 1992 (33 anos)        |
| Sergio Pedro            | 91 | 1,74 m (5 ft 9 in)  | 70 kg (150 lb)  | 29 de janeiro de 1986 (39 anos)     |
| Bernardo Sande e Castro | 24 | 1,78 m (5 ft 10 in) | 73 kg (161 lb)  | 4 de fevereiro de 1982 (43 anos)    |
| Abedson Sousa           | 35 | 1,74 m (5 ft 9 in)  | 72 kg (159 lb)  | 29 de janeiro de 1979 (46 anos)     |
| Francisco Bellini       | 05 | 1,84 m (6 ft 0 in)  | 78 kg (172 lb)  | 30 de março de 1994 (31 anos) /     |
| Jim Aldred              | 25 | 1,88 m (6 ft 2 in)  | 102 kg (225 lb) | 28 de abril de 1963 (62 anos)       |
| Guilherme Morais        | 19 | 1,84 m (6 ft 0 in)  | 72 kg (159 lb)  | 19 de fevereiro de 1994 (31 anos)   |
| João Tiago Almada       | 03 | 1,75 m (5 ft 9 in)  | 80 kg (180 lb)  | 25 de janeiro de 1985 (40 anos)     |
| Matt de Melo            | 08 | 1,73 m (5 ft 8 in)  | 82 kg (181 lb)  | 5 de dezembro de 1979 (45 anos)     |
| Miguel Paulo            | 11 | 1,78 m (5 ft 10 in) | 73 kg (161 lb)  | 18 de junho de 1984 (41 anos)       |
| Isaac Carreiro          | 88 | 1,68 m (5 ft 6 in)  | 68 kg (150 lb)  | 19 de novembro de 2000 (24 anos)    |
| Ricardo Costa           | 26 | 1,68 m (5 ft 6 in)  | 75 kg (165 lb)  | 14 de junho de 1980 (45 anos)       |
| Christopher Leite       | 13 | 1,82 m (6 ft 0 in)  | 82 kg (181 lb)  | 18 de dezembro de 1985 (39 anos)    |
| Brandon Gay             | 89 | 1,78 m (5 ft 10 in) | 70 kg (150 lb)  | 10 de março de 1994 (31 anos) /     |
| Hervé José Alves        | 29 | 1,73 m (5 ft 8 in)  | 75 kg (165 lb)  | 27 de julho de 1988 (37 anos) /     |
| Higino Ferreira         | 74 | 1,72 m (5 ft 8 in)  | 82 kg (181 lb)  | 10 de fevereiro de 1982 (43 anos) / |
| Francisco Veiga         | 44 | 1,79 m (5 ft 10 in) | 84 kg (185 lb)  | 16 de novembro de 1972 (52 anos)    |

## Record
| Data       | Equipa Visitada         | Equipa Visitante                        | Resultado | Localidade             |
| ---------- | ----------------------- | --------------------------------------- | --------- | ---------------------- |
| 21/06/2000 | Portugal                | First Portugal Canadian Cultural Center | 6-18      | Viseu, Portugal        |
| 22/06/2000 | Portugal                | First Portugal Canadian Cultural Center | 5-21      | Viseu, Portugal        |
| 23/06/2000 | Portugal                | First Portugal Canadian Cultural Center | 11-15     | Viseu, Portugal        |
| 10/01/2015 | Portugal                | Cesti Ivi                               | 6-4       | Elvas, Portugal        |
| 11/01/2015 | Portugal                | Cesti Ivi                               | 6-2       | Elvas, Portugal        |
| 14/01/2016 | Skelepovsti Srsani      | Portugal                                | 4-0       | Praga, República Checa |
| 14/01/2016 | Cesti Ivi               | Portugal                                | 3-0       | Praga, República Checa |
| 14/01/2016 | Cesti Ivi               | Portugal                                | 1-0       | Praga, República Checa |
| 14/01/2016 | Skelepovsti Srsani      | Portugal                                | 1-1       | Praga, República Checa |
| 16/01/2016 | Cesti Ivi               | Portugal                                | 3-4       | Praga, República Checa |
| 14/01/2017 | Portugal                | Cesti Ivi                               | 2-4       | Elvas, Portugal        |
| 15/01/2017 | Portugal                | Evry-Viry Jets                          | 2-4       | Elvas, Portugal        |
| 15/01/2017 | Portugal                | Skelepovsti Srsani                      | 1-5       | Elvas, Portugal        |
| 22/04/2017 | Tromso Stars            | Portugal                                | 6-1       | Granada, Espanha       |
| 22/04/2017 | Granada Eagles          | Portugal                                | 0-5       | Granada, Espanha       |
| 22/04/2017 | Granada Grizzlies       | Portugal                                | 2-1       | Granada, Espanha       |
| 23/04/2017 | Fuengirola Lions        | Portugal                                | 9-1       | Granada, Espanha       |
| 23/04/2017 | Helsinki Pita           | Portugal                                | 6-0       | Granada, Espanha       |
| 23/04/2017 | Pyhäjärvi PPPC          | Portugal                                | 2-1       | Granada, Espanha       |
| 23/04/2017 | Vantaa Mr. Taxi         | Portugal                                | 2-0       | Granada, Espanha       |
| 29/09/2017 | Andorra                 | Portugal                                | 2-3       | Canillo, Andorra       |
| 30/09/2017 | Ireland                 | Portugal                                | 9-4       | Canillo, Andorra       |
| 30/09/2017 | Morocco                 | Portugal                                | 11-2      | Canillo, Andorra       |
| 01/10/2017 | Andorra                 | Portugal                                | 3-5       | Canillo, Andorra       |
| 17/03/2018 | Uk Lions A              | Portugal                                | 2-2       | Nijmegen, Holland      |
| 17/03/2018 | Gladiadors A            | Portugal                                | 2-2       | Nijmegen, Holland      |
| 17/03/2018 | Kuwait Mooseheads       | Portugal                                | 1-2       | Nijmegen, Holland      |
| 17/03/2018 | Blue Sox                | Portugal                                | 1-5       | Nijmegen, Holland      |
| 18/03/2018 | Les Crocodiles de Cléon | Portugal                                | 1-1       | Nijmegen, Holland      |
| 18/03/2018 | Gladiators B            | Portugal                                | 0-6       | Nijmegen, Holland      |
| 18/03/2018 | UK Lions B              | Portugal                                | 0-9       | Nijmegen, Holland      |
| 28/04/2018 | MR. Taxi Hockey Club    | Portugal                                | 2-6       | Granada, Spain         |
| 28/04/2018 | Granada Grizzlies       | Portugal                                | 1-0       | Granada, Spain         |
| 29/04/2018 | Club Hielo Mr. Taxi     | Portugal                                | 1-0       | Granada, Spain         |
| 29/04/2018 | Tromso Stars            | Portugal                                | 2-1       | Granada, Spain         |
| 29/04/2018 | Pitäjänmäen Tarmo       | Portugal                                | 3-2       | Granada, Spain         |
| 29/04/2018 | Granada Eagles          | Portugal                                | 0-3       | Granada, Spain         |

| Histórico | Total (V-D-E) | Casa (V-D-E) | Fora (V-D-E) | GM (Casa) | GS (Casa) | GM (Fora) | GS (Fora) | GM (Total) | GS (Total) |
| --------- | ------------- | ------------ | ------------ | --------- | --------- | --------- | --------- | ---------- | ---------- |
| Portugal  | 11-23-4       | 2-6-0        | 9-17-4       | 39        | 73        | 61        | 86        | 100        | 159        |

## Artigos na Comunicação Social
- DN: Falta um terreno para a semente do hóquei no gelo português florescer

- SAPO 24:Jogar hóquei no gelo... na praça de touros de Elvas

- SAPO 24:Hóquei no Gelo: Portugal conquista a primeira vitória internacional

- SAPO DESPORTO:Portugal Venceu República Checa em Gelo Alentejano

- SAPO 24:Jogar hóquei no gelo... na praça de touros de Elvas

- CM Jornal:Federação de Desportos no Gelo quer pista em Lisboa

- Público:Uma nova selecção nacional

- Diário de Notícias:Primeiras vitórias internacionais podem impulsionar hóquei no gelo em Portugal

- IIHF:Portugal goes on ice: Interview With Maurício Xavier and Ivan Silva

- National Teams of Ice Hockey: Portugal Wins First Ever Ice Hockey Game

- The Hockey Writters: 2017 Development Cup Sees Two National Teams Debut

- National Teams of Ice Hockey: Interview and Q & A With Luis de Almeida Johansson

- TSF: Primeiras vitórias internacionais podem impulsionar hóquei no gelo em Portugal

- National Euro Hockey: The new pioneers- Interview With Luis de Almeida Johansson

- Embaixada Checa em Lisboa: O hóquei no gelo português estreou-se em Praga

- Lidovsky: Záruba proháněl po ledě mladé hokejisty. Herec Vávra slavil triumf díky rumu

- Lidovsky: Portugalští hokejisté vzkazují Ronaldovi a spol: Fotbal je hra pro ‚buzeranty'

- Sapo Desporto: Curling, Luge e Hóquei no Gelo vão integrar Federação de Desportos de Inverno

- Elvas News: Coliseu Acolheu Torneio Internacional de Hóquei no Gelo

- Sic Notícias: Grupo de adeptos de hóquei no gelo usou pista de Natal em Elvas para jogar

- Portal Alentejano: Elvas: Equipas amadoras de hóquei no gelo

- Hockey Archives: Interview with Ronald Calhau, 03/12/2001

## Ligações Externas
- Federação de Desportos de Inverno de Portugal
- International Ice Hockey Federation - Portugal
- National Teams of Ice Hockey - Portugal
- EuroHockey - Portugal